# Paradrino halli
Paradrino halli là một loài ruồi trong họ Tachinidae.